# SAO-Katalog
Der SAO-Katalog (Smithsonian Astrophysical Observatory Star Catalog) ist ein Sternkatalog des Smithsonian Astrophysical Observatory. Er wurde um 1966 für die astrometrische Ausmessung von Fotoplatten und für die Satellitengeodäsie erstellt. Er enthält 259.000 Sterne in der Standard-Epoche 1950.0 bis hinab zur scheinbaren Helligkeit 9m.
Der Katalog wurde aus den besten damals verfügbaren Quellen zusammengestellt (AGK1- und AGK2-Kataloge, FK4, General Catalogue GC, Cape Zone und einige andere Sternkataloge) und hat am Nordhimmel Genauigkeiten um 0,5", im Süden etwas schlechtere.
Das vierbändige Werk wird durch einen Satz von 152 Sternkarten ergänzt, die den gesamten Himmel überlappend in 20×20°-Teilen darstellen. Sie sind genau im Maßstab von speziellen Satellitenkameras geplottet.
In der neuesten Ausgabe ist die Epoche der Positionsdaten J2000.0. Der SAO-Katalog enthält schon seit der ersten Ausgabe die Sternnummern im HD- und BD-Katalog sowie Eigenbewegungen aller Sterne. Daher kann er außer für Astrometrie und Geodäsie auch vielen anderen Zwecken dienen, u. a. für Stellarstatistik bis zurück ins 19. Jahrhundert.
Die Namen im SAO-Sternkatalog beginnen mit der Buchstabenfolge SAO, gefolgt von einer Nummer. Die Nummern werden in achtzehn 10°-Bändern zugewiesen, wobei die Sterne innerhalb eines Bands nach Rektaszension geordnet sind.